# Rob Druppers
Robertus ("Rob") Johannes Druppers (nacido el 29 de abril de 1962 en Utrecht) es un atleta holandés retirado especialista en pruebas de medio fondo. Su mayor éxito fue el subcampeonato en los 800 m del Campeonato Mundial de Atletismo de 1983. Al finalizar el año fue elegido como mejor deportista holandés del año. En 1985 batió en Colonia el récord de su país de los 800 m con un tiempo de 1:43.56 y ese mismo año también rebajó el de los 1000 m con una marca de 2:15.23. En 1986 rozó la medalla al finalizar cuarto en los 800 m del Campeonato de Europa celebrado en Stuttgart. En 1988 participó en los Juegos Olímpicos de Séul pero fue eliminado en cuartos de final.
- Datos: Q726284
- Multimedia: Rob Druppers / Q726284